# Falscheid (Saarland)

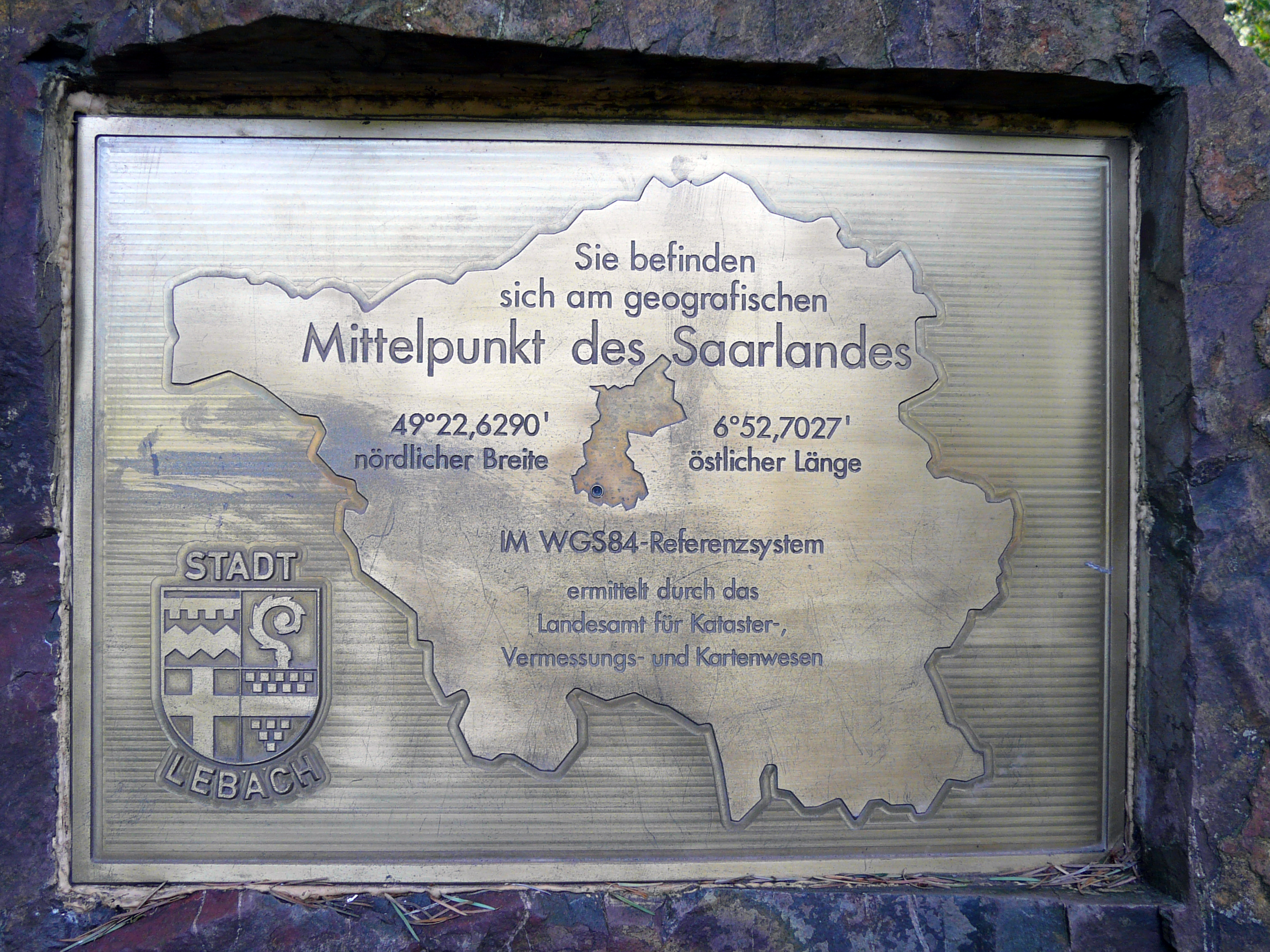
Plakette Mittelpunkt des Saarlandes

Falscheid ist ein Stadtteil von Lebach im Landkreis Saarlouis im Saarland. Bis Ende 1973 war Falscheid eine eigenständige Gemeinde.
In Falscheid liegt der geographische Mittelpunkt des Saarlandes (bei 49° 22,6290′ nördlicher Breite, 6° 52,7027′ östlicher Länge). Bei der feierlichen Einweihung wurde der Punkt mit einem Stein und einer Metalltafel markiert.

## Geschichte
Im Rahmen der saarländischen Gebiets- und Verwaltungsreform wurde die bis dahin eigenständige Gemeinde Falscheid am 1. Januar 1974 der Gemeinde Lebach zugeordnet.

## Örtliche Vereine und Einrichtungen
- DRK-Ortsverein Falscheid
- Freiwillige Feuerwehr
- Angelinteressengemeinschaft
- SC Falscheid
- KTV Kultur-Theaterverein Falscheid
- Katholische Kirche „St. Josef“
- Dorfgemeinschaftshaus